# Gefleckter Großer Sandaal
Der Gefleckte Große Sandaal (Hyperoplus lanceolatus) ist ein langgestreckter Meeresfisch, der im nordöstlichen Atlantik von der Küste Portugals, über die Biskaya, die Küsten der Britischen Inseln und Norwegens bis Murmansks lebt. Er kommt auch in der Nordsee, im größten Teil der Ostsee, bei Island und Spitzbergen vor.

## Merkmale
Der Gefleckte Große Sandaal wird maximal 40 cm lang, bleibt für gewöhnlich aber bei einer Länge von 20 cm. Die Geschlechtsreife tritt mit einer Länge von 11 bis 15 cm ein. Das Hauptmerkmal, das ihn vom Ungefleckten Großen Sandaal (Hyperoplus immaculatus), der einzigen weiteren Art der Gattung Hyperoplus, unterscheidet, ist ein dunkler Fleck auf jeder Schnauzenseite. Im Unterschied zum Kleinen Sandaal (Ammodytes marinus) und zum Tobiasfisch (Ammodytes tobianus) sind bei den beiden Hyperoplus-Arten die Oberkiefer nicht protraktil (nicht ausstülpbar). Am Gaumen tragen sie zwei spitze Zähne. Die lange Rückenflosse erstreckt sich über einen großen Teil der Körperlänge, die Afterflosse beginnt hinter der Mitte. Die Schwanzflosse ist gegabelt. Angelegt reichen die Brustflossen bis zum Beginn der Rückenflosse.

## Lebensweise
Der Gefleckte Große Sandaal lebt küstennah im Meer und im Brackwasser in der Gezeitenzone, Flussmündungen und in Tiefen von 6 bis 30 Meter, im Winter etwas von der Küste entfernt in Tiefen bis 60 Meter. Er kommt normalerweise mit Ammodytes-Arten vergesellschaftet vor, verbringt den Tag vergraben im Sand und geht in der Dämmerung und in der Nacht in großen Schwärmen auf Nahrungssuche um Zooplankton und kleine Fische, wie junge Heringe und kleinere Sandaale zu fangen. 
Gefleckte Große Sandaale laichen im Sommer, in der Nordsee von April bis September. Beim Laichvorgang in 20 bis 100 Meter Tiefe werden pro Weibchen bis zu 35.000 Eier gelegt, die am Sand haften. Nach etwa drei Wochen schlüpfen die Sandaallarven.

## Nutzung
Wie andere Sandaale ist der Gefleckte Große Sandaal ein wichtiger Fangfisch der Industriefischerei und wird zu Fischmehl und Fischöl verarbeitet. Seltener wird sein Fleisch auch direkt konsumiert.